# Lastovičar
Lastovičar (znanstveno ime Papilio machaon) je metulj iz družine lastovičarjev (Papilionidae), ki živi v večjem delu Evrope in Azije (Palearktike) ter v Severni Ameriki.
Osnovna barva kril je žvepleno rumena. Krila imajo črne pege, zadni par ima ob notranjem robu rdeče rjavo oko. Na zadnjem delu kril ima lastovičar kratek repek. Na notranji strani je rdeče žareče oko, na zunanji strani pa 4 modre pege. Lastovičar je močan in hiter letalec, ki ga je najlaže opazovati ko lebdi nad cvetovi in srka nektar. Je največji slovenski metulj. Samica je nekoliko večja in bolj bleda. Ima dve do tri generaciji.
Njegova gosenica je živo zelene barve s kontrastnimi črnimi in oranžnimi lisami. S svarilno barvo opozarja morebitne plenilce na smrdeče izločke obrambnih žlez, ki se nahajajo za glavo.Prehranjuje se s kobulnicami: poper,korenje,peteršilj in janež.
Živi v odprtem svetu od morske obale do nadmorske višine 2000 m. Za parjenje izberejo vzpetino (grič, stolp).
Leta od maja do septembra in tudi oktobra. Odrasel metulj se prehranjuje s španskim bezgom in smolnicami.